# Johannes Cuno (Schriftsteller)
Johannes Cuno (eigentlich Johannes Kuhne (Kühne); * 1550 oder 1555 in Erfurt; † 1598 oder Ende 1597 in Calbe (Saale)) war ein deutscher evangelischer Theologe, Pädagoge, Hebraist und Dramatiker.

## Leben
Als wichtigste Quelle zu Cunos Leben gilt sein Epitaph in der St.-Stephani-Kirche in Calbe, dessen Beginn lautet:

“Hic situs est Pastor Johannes Cuno, Magister

Venit Hierifluis, qui natus in urbe sub auras

A Christo nato cum lustra trecentra decenos

orbe suo Titan & quinque peregerat annos, […]”

Aus der Zeitangabe lustrum = fünf Jahre errechnete Eberlein das Jahr 1550 als Geburtsjahr, Biereye dagegen das Jahr 1555.
Cuno war zunächst Schüler und dann ab 1566 Student in Erfurt. 1574 wurde er dort Magister und immatrikulierte sich dann als Student in Jena. 1576 wurde er Konrektor in Mühlhausen/Thüringen. 1577 wurde er Pastor in Horsmar, 1578 in Hemleben, 1584 in Bindersleben, wo er allerdings abgesetzt wurde. Ab 1590 war er am Gymnasium Eisleben Lektor für Hebräisch und gab eine hebräische Schulgrammatik heraus. Von 1592 bis zu seinem Tod wirkte er schließlich als Rektor in Calbe, ab 1594 war er zusätzlich Diakon an der dortigen St.-Stephani-Kirche. Er starb an der Pest.
Um dem verweltlichten Heischebrauch der Sternsinger um das Epiphaniasfest herum etwas entgegenzusetzen, verfasste er ein volkstümliches Weihnachtsspiel, das 1595 veröffentlicht wurde und in den nächsten Jahren jährlich aufgeführt worden sein dürfte.
Johannes Biereye identifizierte Johannes Cuno mit jenem Prediger, gegen den Philipp Nicolai um 1603 als „kryptocalvinistisch“ agitierte. Cuno war zu diesem Zeitpunkt allerdings bereits seit fünf Jahren tot, es handelt sich um eine Verwechslung mit dem gleichnamigen Pfarrer Johann Cuno (um 1542–1609) aus Freyburg, der in Salzwedel des Kryptocalvinismus bezichtigt worden war.

## Werke
- Grammatica Hebraea || IN VSVM || SCHOLARVM || INCLYTI COMI-||tatus Mansfeldiaci || ... Studio ... || conscripta & edita || Autore || M. IOHANNE CVNONE ER-||fordiano, verbi diuini ministro, & lin-||guarum studioso.|| 1590, urn:nbn:de:gbv:3:1-145709.
- Ein schoen Christlich Action/|| Von der Geburt || vnd Offenbarung vnsers || HERRN vnd Heylandts || Jhesu CHristi.|| ... Sampt eingesprengten Lehrentrost ... || Gestellet vnd in Deudsche Reim geffaset.|| Durch || M. Iohannem Cunonem/ Diaconum zu || Calbe an der Sala.|| Jm Jahr M.D.XCV.|| 1595; C 6344 im VD 16..